# Gefangen in New York
Gefangen in New York (Originaltitel: englisch City of Darkness) ist ein dystopischer Roman des US-amerikanischen Schriftstellers und Journalisten Ben Bova. In den USA erschien das Buch 1976, in deutscher Sprache 1978.

## Handlung
Der Roman spielt in einer dystopischen Zukunft. Über den großen Städten in den USA sind Glaskuppeln errichtet worden, und vor etwa zwanzig Jahren wurden die Städte schließlich geräumt und geschlossen, angeblich deswegen, weil die Gesundheitsrisiken durch Luftverschmutzung und Krankheitserreger nicht mehr zu verantworten waren. Die Menschen leben in sterilen, vorortähnlichen Siedlungen, in deren Mitte sich ein Einkaufszentrum befindet, dazu Büros in den oberen Stockwerken, in denen die Bewohner arbeiten, und ein unterirdischer Bahnhof. Die Behörden passen auf, dass die Bewohner sich an Gesundheitsvorgaben—Diäten, Fitnessprogramme und acht Stunden Schlaf pro Nacht—halten. Alle Autos fahren elektrisch; Verbrennungsmotoren sind verboten. Selbst das Wetter wird zentral gesteuert, so dass es nur während der nächtlichen Ausgangssperre regnet.
Nur drei der Städte, darunter New York, werden jeden Sommer vorübergehend für Touristen geöffnet, allerdings unter strengen Gesundheitsauflagen: der Aufenthalt ist auf zwei Wochen begrenzt, Minderjährige müssen von einem Erziehungsberechtigten begleitet werden, und bei der Ausreise müssen sich alle Besucher einer Dekontaminierung (einschließlich Lungenreinigung und Vernichtung aller in der Stadt getragenen Kleidung) unterziehen. Dennoch sind die Städte beliebte (wenn auch teure) Ziele für Partytouristen, nicht zuletzt wegen der nicht immer jugendfreien Vergnügungen, die dort geboten werden: Kinos, die Filme mit echten Morden zeigen (draußen gibt es keine Kinos, und Gewaltdarstellungen im Fernsehen sind stark eingeschränkt), oder „Bett-Taxis“, in denen Prostituierte während der Fahrt ihre Dienste anbieten.
Hauptfigur ist der 16-jährige Ron Morgan, der in einer Siedlung in Vermont lebt. Er hat gerade die Schule abgeschlossen und seine staatlichen Prüfungen mit hervorragenden Noten bestanden. Nach einem Streit mit seinem Vater über seine Zukunftspläne (Ron will in die Forschung gehen, während sein Vater darauf besteht, er solle Betriebswirtschaft studieren), und insgesamt vom Leben in der Siedlung gelangweilt, beschließt Ron, sich heimlich auf den Weg nach New York City zu machen, wo er im Sommer zuvor mit seinem Vater war.
An seinem ersten Tag in New York lernt Ron Sylvia kennen und verliebt sich in sie. Zu seiner Überraschung behauptet sie, in New York geboren zu sein und das ganze Jahr dort zu leben. Die beiden werden von einem Jugendlichen namens Dino bedroht, doch Ron kann ihn überwältigen. Doch Dino lauert Ron auf und schlägt ihn bewusstlos, als dieser nachts sein Hotel verlässt, um Sylvia zu suchen, die er in Gefahr glaubt.
Ron kommt schließlich in einem verfallenen Gebäude wieder zu sich, dem Versteck der Bande, der Sylvia und Dino angehören. Ausweis, Bargeld, Kreditkarte und Schlüssel sind ihm gestohlen worden, vermutlich von Dino. Es ist der letzte Tag, bevor New York geschlossen wird, doch Ron kann die Stadt nicht ohne Ausweis verlassen: die Polizei würde ihn als mutmaßliches Bandenmitglied verhaften. Sylvia bietet ihm eine Flasche Saft an, die mit einem Betäubungsmittel versetzt ist, so dass Ron das Bewusstsein verliert und erst am nächsten Tag wieder aufwacht. Da er nun bis zum nächsten Sommer in der Stadt bleiben muss, schlägt Sylvia vor, er solle sich in die Bande aufnehmen lassen, die sich Gramercy-Vereinigung nennt. Bandenführer Al ist zunächst wenig begeistert, willigt aber schließlich ein, als er Rons Fähigkeit, Sachen zu reparieren, bemerkt. Da Ressourcen knapp sind, ist das eine dringend benötigte Fähigkeit, mit der die Bande nach einem Waffenstillstand sogar Geld bei anderen Banden verdienen kann.
Ron erfährt mehr über die Umstände, die zur Schließung der Stadt führten, und über ihre Einwohner: Nachdem die Kuppel gebaut wurde, um die Luftverschmutzung einzudämmen, führten Konflikte und Korruption zu einer Verschlechterung der Lebensbedingungen in der Stadt. Als die Gesundheitsbehörden prognostizierten, jeder in New York werde innerhalb eines Jahres sterben, begannen die Einwohner in Scharen zu flüchten, und Unruhen brachen aus. Wer die Stadt nicht verlassen hatte, wurde für tot erklärt, darunter auch etwa 2000 Menschen, die weiterhin dort lebten. Als faktisch illegale Einwohner können sie keine reguläre Arbeit annehmen oder Sozialleistungen in Anspruch nehmen, so dass sie von Kleinkriminalität oder Schwarzhandel leben müssen.
Die Bevölkerung besteht aus drei wesentlichen Gruppen: in der Stadt gibt es mehrere weiße Banden wie die Gramercy-Bande, von denen jede ihr eigenes Revier besetzt. Mit der Schließung verlassen auch die Polizisten die Stadt, die dann von den Banden regiert wird. Bis zu einem kürzlich ausgehandelten Waffenstillstand waren gewalttätige Überfälle zwischen den Banden häufig, meist, um an Lebensmittel, Geld oder andere knappe Ressourcen zu kommen, oder um Rache für frühere Überfälle zu nehmen. Wohl deswegen erlebt kaum ein Bandenmitglied seinen 30. Geburtstag. Daneben gibt es im Norden der Stadt eine „Superbande“, die Muslims. Viele ihrer Mitglieder sind tatsächlich Latinos oder Schwarze. Da die Muslims nicht in einzelne Banden zersplittert sind, geht es ihnen etwas besser als den Weißen, und einige von ihnen werden älter als 30. Außer den Banden gibt es noch den Schwarzmarkt, den einzigen Ort, an dem ältere Menschen zu finden sind.
Ron freundet sich mit dem Schwarzmarkthändler Dewey an, bei dem er gelegentlich Werkzeug und Ersatzteile einkauft. Dewey bietet ihm Zuflucht in seiner Wohnung an, als die Muslims auf dem Markt auftauchen und später mit einigen weißen Banden zusammenstoßen. Obwohl die Gramercy-Bande verschont geblieben ist, will Dino an den Muslims Rache nehmen, doch die meisten anderen aus der Bande, darunter auch Al, sind dagegen. Dino verlässt die Bande im Zorn, doch zuvor verprügelt er Sylvia, als sie sich weigert, mit ihm zu kommen.
Als es Winter wird und Lebensmittel und Geld knapp werden, beginnen die weißen Banden wieder, einander zu überfallen. Eines Nachts startet die Chelsea-Bande mit Dinos Unterstützung einen Angriff auf das Versteck der Gramercy-Bande. Das Versteck wird geplündert und brennt aus. Unter den Todesopfern ist auch Al, und Dino beansprucht Sylvia als sein Mädchen. Ron wird gefangen genommen, aber bald von den Muslims befreit, die von Dewey erfahren haben, dass Ron über Fähigkeiten verfügt, die sie gut gebrauchen können. Während Ron nun für die Muslims Reparaturen durchführt und einige ihrer Mitglieder ausbildet, erfährt der, dass Bandenführer Timmy Jim plant, alle Banden in New York, Weiße und Muslims, zu vereinen und gemeinsam in etwa fünf Jahren die Siedlungen draußen anzugreifen.
An einem Tag im Frühling erscheint Sylvia, die berichtet, dass Dino tot ist, und Ron die Schlüssel, die Kreditkarte und den Ausweis zurückgibt, die Dino ihm entwendet hatte. Ron wird klar, dass es unmöglich ist, auch Sylvia mit aus der Stadt zu nehmen, wie er es von Anfang an geplant hatte.
Nachdem die Stadt wieder geöffnet wird, gelingt Ron die Flucht. Er nimmt sich ein Hotelzimmer, um dort zu baden und sich neu einzukleiden. Timmy Jim findet ihn und versucht ihn aufzuhalten, aber Ron stellt ihn vor die Wahl, ihn entweder zu töten oder gehen zu lassen. Er glaubt, seine Schuld bei Timmy Jim, der ihm das Leben gerettet hatte, durch die Ausbildung von hundert jungen Muslims bezahlt zu haben. Timmy Jim erzählt Ron, der wahre Grund für die Räumung New Yorks sei gewesen, nicht-weiße Sozialfälle loszuwerden. Weiße, egal ob reich oder arm, durften die Stadt verlassen, doch Nicht-Weiße wurden mit Gewalt am Verlassen der Stadt gehindert und schließlich für tot erklärt. Er behauptet, niemand draußen werde Rons Warnung über einen bevorstehenden Überfall der New Yorker Banden glauben, doch verspricht ihm, dass der Überfall stattfinden werde. Schließlich zeigt Timmy Jim Sympathie für Ron und lässt ihn gehen. Doch Ron ist klar geworden, dass er nicht etwa seine Freiheit wiedererlangt hat, sondern nur in eine andere Welt mit ihrer eigenen Art der Sklaverei zurückkehrt. Er beschließt, den Menschen die Augen zu öffnen für das Elend, in dem die Menschen in New York leben, und gegen das System anzukämpfen, das all das zulässt.

## Entstehungsgeschichte
1960 präsentierten die Architekten Buckminster Fuller und Shoji Sadao ein Projekt Dome over Manhattan, eine Kuppel über Midtown Manhattan mit 3 km Durchmesser.
Von den Plänen inspiriert schrieb Bova die Kurzgeschichte Manhattan Dome über ein New York der nahen Zukunft, die in der Septemberausgabe 1968 der Zeitschrift Amazing Stories erschien. Die Geschichte spielt in einer dystopischen Zukunft, in der über Manhattan eine Kuppel aus durchsichtigem Plastik errichtet worden ist. Ursprünglich als Wunderwaffe zur Bekämpfung der Luftverschmutzung angepriesen, verursachte die Kuppel schließlich viele neue Probleme, die nur teilweise gelöst werden konnten. Eine Sprinkleranlage wurde installiert, um ausreichenden Brandschutz zu gewährleisten und nebenbei auch die Installateure für das Projekt zu gewinnen. Da die Kuppel Manhattan gegen Wettereinflüsse abschirmt, wurden auf Drängen der Glühlampenlobby spezielle UV-Straßenlaternen aufgestellt, damit sich die Anwohner auch unter der Kuppel sonnen können. Doch der fehlende Regen hat die Wasserpreise derart in die Höhe getrieben, dass der Gemüseanbau im Garten zu einem unbezahlbaren Luxus geworden ist. Am schwersten wiegt jedoch, dass die Stadtverwaltung zwar den Bau der Kuppel genehmigt hat, jedoch (auf Drängen der Industrie und gegen die Empfehlungen des Technikleiters für die Kuppel) sich gegen ein Fahr- und Rauchverbot unter der Kuppel entschieden hat. Dadurch werden unter der Kuppel mehr Schadstoffe in die Luft abgegeben, als die Klimaanlagen ausfiltern können, so dass sich die Luftqualität verschlechtert statt verbessert hat. Nur ein Jahr nach Fertigstellung der Kuppel, unter andauernden Protesten aus der Bevölkerung, hat die Regierung deren Abbruch beschlossen. Kurz nach Bekanntgabe dieser Entscheidung diskutieren der Technikleiter und der neu berufene leitende wissenschaftliche Berater über die Möglichkeit, das Gebiet unter der Kuppel zu räumen.
Eine weitere Kurzgeschichte von Bova mit dem Titel Die Touristen (engl. The Sightseers) erschien 1973 in Roger Elwoods Anthologie Future City. Zwar gibt es in dieser Geschichte keine Kuppel über New York, doch ist die Stadt geräumt worden und nur noch im Sommer für Besucher geöffnet. Ursprünglich hatten sich die Gesundheitsbehörden dagegen ausgesprochen, eine Stadt länger als zwei Wochen im Jahr zu öffnen, doch hat die Tourismusindustrie durchsetzen können, dass die Stadt den ganzen Sommer über geöffnet wird und erst Anfang September schließt. Der Ich-Erzähler ist ein Jugendlicher aus Michigan, der in Begleitung seines Vaters die Stadt besucht. Vieles, was auch zu Beginn des Romans erwähnt wird, ist auch in der Kurzgeschichte zu finden: Bett-Taxis; Kinos mit extremen Gewaltdarstellungen; Restaurants mit menschlichen Kellnern und eine obligatorische Reinigung der Lungen bei der Ausreise. Der Sohn beschließt, im nächsten Jahr wiederzukommen, vielleicht sogar allein. Bova selbst schreibt dazu:

“Incidentally, this shortly led to my writing a short novel called City of Darkness, which takes up where this tale ends.”

„Nebenbei führte dies bald dazu, dass ich einen Kurzroman mit dem Namen Gefangen in New York verfasste, der dort beginnt, wo diese Geschichte endet.“

## Ausgaben
- City of Darkness. Tor, 2004, ISBN 0-7653-4361-4.
  - Gefangen in New York. Übersetzt von Irmela Brender. Boje-Verlag, Stuttgart 1978, ISBN 3-414-11140-3.
  - Gefangen in New York. Übersetzt von Irmela Brender. dtv, München 1981, ISBN 3-423-07817-0.